# Dolf Niezen
Roelf (Dolf) Niezen (Den Haag, 14 februari 1926 – aldaar, 1 mei 2020) was een Nederlands voetballer. Als doelverdediger kwam hij uit voor ADO en Quick.

## Loopbaan
Bij het kampioenschap van ADO in 1942 was hij nog reserve achter Willem Koek. Op 20 september 1942 maakte Niezen op 16-jarige leeftijd onder trainer Wim Tap in een wedstrijd tegen De Volewijckers zijn debuut voor de club. Hij verving de geblesseerde Frans Kok, die het seizoen als eerste doelman was begonnen. Als 17-jarige stond hij onder de lat toen ADO op 14 juni 1943 in een wedstrijd tegen Sportclub Enschede de titel prolongeerde. Hij is daarmee de jongste doelman die Nederlands kampioen werd.
Niezen kwam tot 1949 in 97 competitiewedstrijden en twee bekerwedstrijden uit voor ADO. Hij speelde samen met onder andere Mick Clavan en Theo Timmermans. Ook kwam hij uit voor het Haags Elftal. Na ADO speelde hij nog enkele jaren voor Quick, waar ook zijn jongere broer Joop Niezen doelverdediger was. Omdat een overschrijving destijds niet zomaar toegestaan werd, kwam Dolf Niezen korte tijd uit voor een handbalvereniging.
Dolf Niezen woonde na zijn loopbaan lange tijd in het Drentse Gieten. Na de dood van zijn vrouw keerde hij in 2019 terug naar Den Haag, waar hij woonde in een verzorgingstehuis. Hij overleed in 2020 op 94-jarige leeftijd.